# Peter Burnitz
Carl Peter Burnitz, né le 14 janvier 1824 à Francfort-sur-le-Main où il est mort le 18 août 1886, est un artiste peintre allemand.

## Biographie
Devenu orphelin très jeune, Carl Peter est placé chez son oncle, l'architecte Rudolf Burnitz (de). Citoyen de Francfort, il étudie au lycée Lessing, il part étudier le droit à l'université de Berlin, puis poursuit son cursus juridique à l'université de Göttingen, et enfin à l'université de Heidelberg, où il obtient un doctorat en droit (Doktor Juris) en 1847.
Tout en étant avocat, Peter Burnitz voyage en Italie en 1848, puis visite Alger et Madrid en 1852, où il rencontre le peintre de paysages Fritz Bamberger (de) (1814-1873) qui lui recommande d'aller étudier l'art à Paris. Abandonnant le prétoire, Burnitz se rend dans la capitale française et se lie d'amitié avec l'artiste suisse Karl Bodmer, connecté aux membres de l'école de Barbizon. Il prend des cours de peinture sur le motif auprès d'Émile Lambinet du côté de Bougival. Il va exposer au Salon de Paris à partir de 1857 et ce jusqu'en 1870, présentant des paysages peints inspirés de Fontainebleau, du Morvan, et de sa région natale. Il croise également le chemin de son compatriote Victor Müller venu peindre à Paris et dans ses environs.
En 1857, Burnitz retourne à Francfort. Il croise Anton Burger et Jakob Fürchtegott Dielmann qui venaient de fonder une colonie d'artistes à Kronberg im Taunus et où il s'installe durant plus de quinze ans. En 1878, Burnitz, fort de son succès, achète une belle résidence à Francfort, dans laquelle il n'a que peu vécu ; il y héberge de nombreux artistes, tel Eduard von Steinle.
Il est enterré au cimetière principal de Francfort.
La plupart des œuvres de Burnitz sont dans des collections particulières.

Œuvres de Burnitz
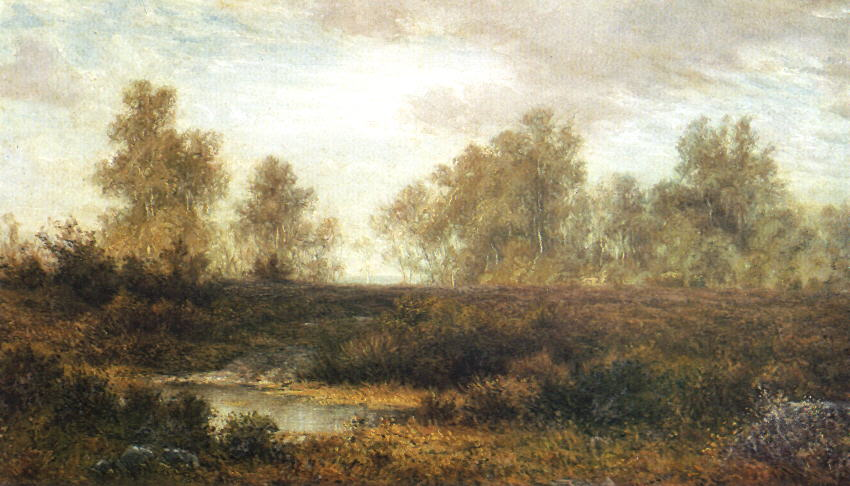
Niederung bei Fontainebleau
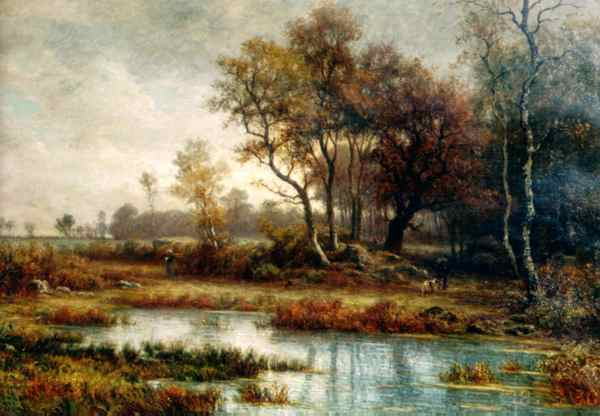
Taunuslandschaft
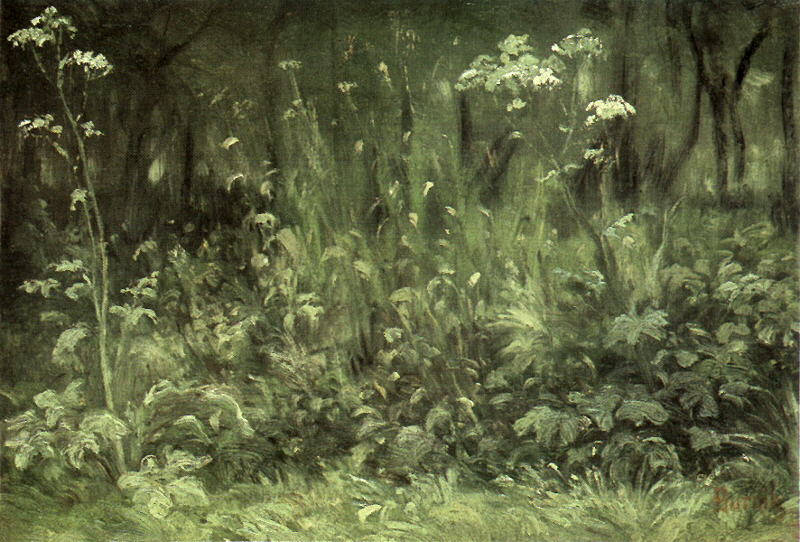
Wiesenstück mit Bärenklau, musée Städel, Francfort-sur-le-Main